# 第81回天皇杯・第72回皇后杯 全日本総合バスケットボール選手権大会
第81回天皇杯・第72回皇后杯 全日本総合バスケットボール選手権大会（だい81かいてんのうはい・だい72かいこうごうはい ぜんにほんそうごう―せんしゅけんたいかい）は、2006年1月2日から9日まで開催された全日本総合バスケットボール選手権大会である。

## 出場チーム

### 男子
JBL
- 東芝ブレイブサンダース（スーパーリーグ1位）
- 三菱電機メルコドルフィンズ（スーパーリーグ3位）
- 松下電器パナソニックスーパーカンガルーズ（スーパーリーグ5位）
- 日立サンロッカーズ（スーパーリーグ7位）
- 豊田通商ファイティングイーグルス（日本リーグ1位）
- 日立電線ブルドッグス（日本リーグ3位）

- アイシンシーホース（スーパーリーグ2位）
- トヨタ自動車アルバルク（スーパーリーグ4位）
- オーエスジーフェニックス（スーパーリーグ6位）
- 福岡レッドファルコンズ（スーパーリーグ8位）
- 石川ブルースパークス（日本リーグ2位）
- 大塚商会アルファーズ（日本リーグ4位）

学生
- 東海大学（1位）
- 日本体育大学（3位）
- 早稲田大学（5位）
- 日本大学（7位）

- 青山学院大学（2位）
- 専修大学（4位）
- 慶應義塾大学（6位）
- 法政大学（8位）

地方ブロック
- 宮田自動車（北海道）
- 東北学院大学（東北）
- 横浜ギガスピリッツ（関東）
- 富山グラウジーズ（北信越）
- 豊田合成（東海）

- 京都産業大学（近畿）
- 松江工業クラブ（中国）
- 四国電力（四国）
- 延岡学園高等学校（九州）

### 女子
WJBL
- シャンソンVマジック（Wリーグ1位）
- 富士通レッドウェーブ（Wリーグ3位）
- JOMOサンフラワーズ（Wリーグ5位）
- 日立ハイテクノロジーズ・スクァレルズ（Wリーグ7位）
- アイシン・エィ・ダブリュ ウィングス（WIリーグ1位）
- 東京海上日動ビッグブルー（WIリーグ3位）

- JALラビッツ（Wリーグ2位）
- トヨタ自動車アンテロープス（Wリーグ4位）
- デンソーアイリス（Wリーグ6位）
- 三菱電機コアラーズ（Wリーグ8位）
- エバラヴィッキーズ（WIリーグ2位）
- 甲府クィーンビーズ（WIリーグ4位）

学生
- 松蔭大学（1位）
- 筑波大学（3位）
- 愛知学泉大学（5位）
- 立命館大学（7位）

- 鹿屋体育大学（2位）
- 大阪体育大学（4位）
- 拓殖大学（6位）
- 桜花学園大学（8位）

地方ブロック
- アカシヤクラブ（北海道）
- 秋田銀行（東北）
- 玉川大学（関東）
- KNC（北信越）
- 岐阜女子高等学校（東海）

- 大阪薫英女学院高等学校（近畿）
- ELEVEN（中国）
- JOIN（四国）
- 鶴屋百貨店（九州）

## 試合結果

### 男子
1回戦
- 大塚商会 77 - 73 早稲田大学
- オーエスジー 98 - 60 東北学院大学
- 法政大 78 - 68 横浜ギガスピリッツ
- 松下電器 106 - 48 豊田合成
- 東海大 80 - 76 日立電線
- 日立 95 - 62 四国電力
- 青山学院大 98 - 61 石川

- 京都産業大 80 - 78 富山グラウジーズ
- 専修大 89 - 57 松江工業クラブ
- トヨタ自動車 129 - 66 延岡学園高
- 福岡 80 - 68 慶應義塾大
- 日本体育大 94 - 49 宮田自動車
- 日本大 80 - 72 豊田通商

2回戦
- 三菱電機 97 - 71 大塚商会
- トヨタ自動車 122 - 59 日本体育大
- 松下電器 93 - 77 東海大
- アイシン 97 - 83 福岡

- 専修大 81 - 57 京都産業大
- オーエスジー 128 - 57 法政大
- 日立 87 - 69 日本大
- 東芝 100 - 75 青山学院大

準々決勝
- 三菱電機 85 - 76 専修大
- トヨタ自動車 85 - 75 松下電器

- アイシン 78 - 64 オーエスジー
- 東芝 93 - 63 日立

準決勝
- 三菱電機 66 - 56 アイシン

- 東芝 70 - 69 トヨタ自動車

決勝
- 東芝 78 - 55 三菱電機

### 女子
1回戦
- 大阪体育大 78 - 56 JOIN
- アイシンAW 80 - 63 愛知学泉大
- 日立ハイテク 98 - 78 鶴屋百貨店
- 甲府 86 - 75 玉川大
- 荏原 79 - 41 アカシヤクラブ
- JOMO 99 - 43 桜花学園大
- 大阪薫英女学院高 86 - 58 三菱電機

- デンソー 102 - 45 ELEVEN
- 筑波大 69 - 57 岐阜女子高
- 東京海上日動 81 - 75 立命館大
- トヨタ自動車 97 - 70 拓殖大
- 秋田銀行 86 - 59 鹿屋体育大
- 松蔭大 88 - 60 KNC

2回戦
- 日立ハイテク 89 - 74 甲府
- 富士通 95 - 64 大阪体育大
- トヨタ自動車 83 - 52 東京海上日動
- 三菱電機 85 - 69 松蔭大

- デンソー 72 - 60 筑波大
- JOMO 87 - 54 秋田銀行
- 日本航空 92 - 77 アイシンAW
- シャンソン化粧品 102 - 57 荏原

準々決勝
- 富士通 72 - 59 デンソー
- JOMO 82 - 69 トヨタ自動車

- 日本航空 79 - 68 日立ハイテク
- シャンソン化粧品 99 - 64 三菱電機

準決勝
- 富士通 58 - 57 日本航空

- シャンソン化粧品 86 - 81(OT) JOMO

決勝
- 富士通 51 - 49 シャンソン化粧品

## 大会ベスト5

### 男子
- 節政貴弘（東芝№8・初）
- 折腹祐樹（東芝№11・初）
- 鵜澤潤（三菱電機№11・初）
- 佐古賢一（アイシン№2・3年連続8回目）
- 山田大治（トヨタ自動車№8・初）

### 女子
- 三谷藍（富士通№1・初）
- 矢野良子（富士通№12・初）
- 永田睦子（シャンソン化粧品№0・8年連続9回目）
- 大神雄子（JOMO№1・2年連続2回目）
- 矢代直美（日本航空№11・2年連続3回目）